# Anacletus II
Anacletus II, egentligen Pietro Pierleoni, död 25 januari 1138, var motpåve från den 14 februari 1130 till den 25 januari 1138, var först munk, sedan kardinal och vid flera tillfällen påvlig legat i Frankrike och England. 
Efter Honorius II:s död 1130 utsågs han i kyrkan San Marco av det italienska partiet till påve, fast han som sådan egentligen aldrig blev erkänd utanför Rom. Han lyckades dock att gentemot den legitime påven, Innocentius II, bibehålla sin påvliga värdighet till sin död 1138. 

## Kardinalskap
- Kardinaldiakon av Santi Cosma e Damiano: 1106–1120
- Kardinalpräst av Santa Maria in Trastevere: 1120–1130